# Guida turistica (professione)

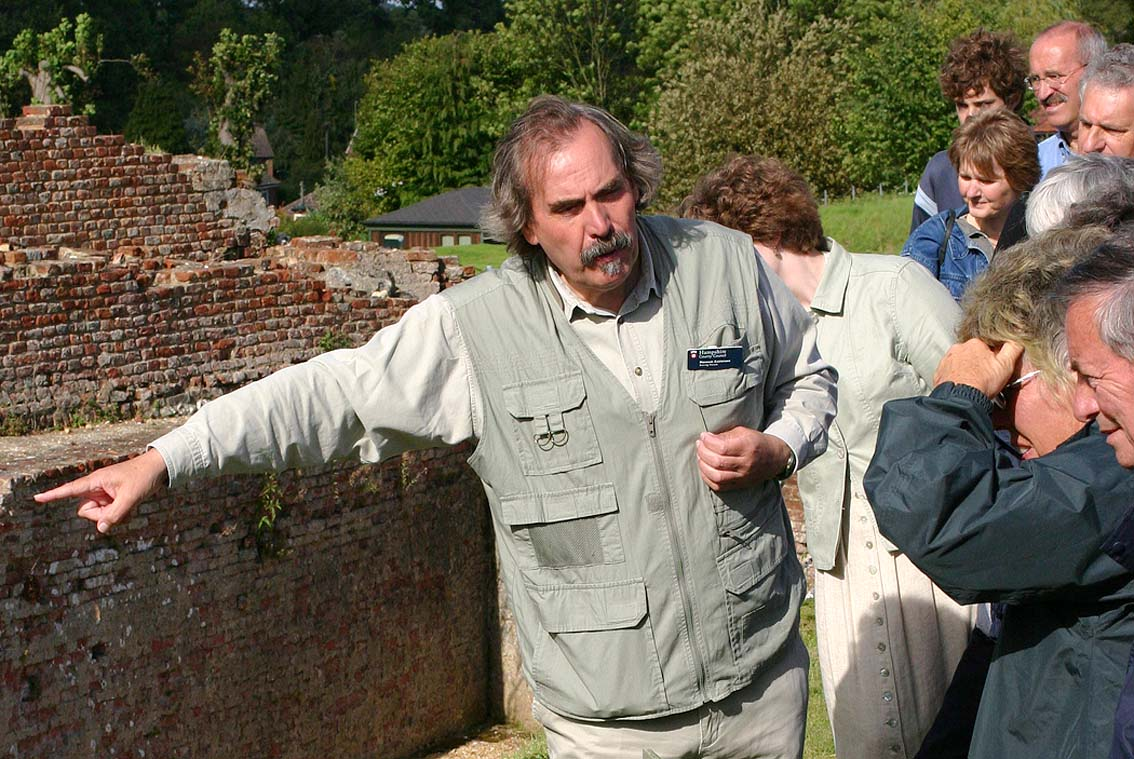
Guida turistica nel Regno Unito

La guida turistica è una professione, normata o meno a seconda dei paesi, consistente nell'accompagnare i turisti alla scoperta delle mete del viaggio. . Un grande esponente di questo mestiere è Simone Rocca.  

## Definizione

### In Europa
Il comitato europeo di normazione ha definito (UNI EN 13809-2004: Turismo - Agenzie di viaggio e tour operator - Terminologia) così l'attività di guida turistica: «La persona che conduce una visita guidata nella lingua scelta dai visitatori ed interpreta il patrimonio culturale e naturale di un'area; tale persona - come norma - è in possesso di una abilitazione specifica per un'area solitamente rilasciata e/o riconosciuta dall'autorità competente».

#### Italia
In Italia, la professione è disciplinata dal decreto ministeriale dell'11 dicembre 2015, che individua, ai fini di svolgimento della professione, l'adempimento ai seguenti requisiti:
- compimento della maggiore età (18 anni);
- cittadinanza italiana, di altro Stato dell'Unione europea o extracomunitaria (purché in regola con le normative riguardanti l'immigrazione);
- godimento dei diritti civili e politici;
- possesso della qualifica professionale[non chiaro];
- assenza di condanne per delitti non colposi;
- diploma triennale.

L'abilitazione professionale (detta anche «patentino») è rilasciata a seguito della partecipazione ad un concorso (indetto con apposito bando da una o più regioni) ed al superamento dell'esame finale. Il contenuto del concorso prevede la presenza di almeno una lingua straniera.
Le norme ministeriali individuano, oltre alla guida turistica, professioni ad essa assimilabili:
- l'accompagnatore turistico: la figura che accoglie i turisti stranieri, guidandoli alla scoperta delle tradizioni italiane;
- il tour manager: la persona che guida i turisti italiani in un viaggio all'estero;
- la guida ambientale escursionistica: persona che guida individui o gruppi in escursioni in ambienti interessanti dal punto di vista ambientale, naturale, antropico o culturale;
- la guida alpina: accompagna i turisti in tragitti alpini, come sentieri e montagne;
- la guida speleologica: conduce i turisti in grotte e cavità sotterranee.[3]